# У темряву ночі (телесеріал)
У темряву ночі (англ. Into the Night) — бельгійський апокаліптичний науково-фантастичний серіал, створений Jason George, за мотивами польського фантастичного роману 2015 року Яцека Дукая «Старість аксолотля» (пол. «Starość aksolotla»). Прем'єра серіалу відбулася на Netflix 1 травня 2020 року. Це перший оригінальний бельгійський серіал Netflix. Першого липня 2020 року на Netflix вийшов другий сезон. Прем'єра другого сезону відбулася 8 вересня 2021 року.

## Сюжет
У першому сезоні розповідається про групу людей, чий літак викрали, коли вони перебували на борту рейсу з Брюсселя. Теренціо (Касетті), викрадач, був італійським солдатом в складі військ НАТО. Він силою пробирається на комерційний літак і вимагає дострокового зльоту. Кілька людей в літаку завдяки цьому зльоту стали одними з тих, хто вижив після смертельної глобальної події, яка сталася внаслідок впливу сонячного світла. Літак прямує на захід, намагаючись пережити цю катастрофу, яка вдень у світлий час доби вбиває всі живі організми. Група на чолі з пілотом Матьє (Капеллюто) і пасажиркою Сільві (Полін Етьєн) повинні співпрацювати, щоб сонце не наздогнало їх. Вони повинні впоратися з нестачею палива, опроміненою їжею, прихованими планами інших людей та назріваючими особистими проблемами, щоб дістатися до підземного військового бункера.
У другому сезоні ті, що залишилися в живих, забезпечують собі шлях до бункера НАТО, де вони шукають притулок від смертоносних променів сонця. Продовжуючи свої пошуки виживання разом із військовими в бункері, вони намагаються врегулювати назріваючий конфлікт і знайти вирішення проблеми зі зниженим запасом ресурсів.

## Актори

### Головний
- Полін Етьєн у ролі Сільві Бріджит Дюбуа, колишньої військової пілота гелікоптера.
- Лоран Капеллуто — Матьє Даніель Дуек, другий пілот авіакомпанії.
- Стефано Кассетті — Теренціо Маттео Галло, італійський офіцер НАТО. (1 сезон; 2 сезон епізодично)
- Мехмет Куртулуш — Аяз Кобанбай, загадковий турок.
- Бабетіда Саджо — Лаура Джало, помічниця медсестри.
- Ян Бійвоет — Річард «Рік» Мертенс, охоронець. (сезони 1-2)
- Ксавері Шленкер — Якуб Кесловський, механік.
- Вінсент Лондес у ролі Хорста Бодіна, кліматолога.
- Регіна Біккініна в ролі Зари Облонської, російської матері, яка має хворого сина Домініка. (сезони 1-2)
- Альба Гайя Беллуджі в ролі Інес Мелані Річчі, цифрової інфлюенсерки та інтернет-знаменитості.
- Набіл Маллат — Осман Азізі, марокканський прибиральник аеропорту.
- Ніколас Алехін — Домінік Облонський, хворий син Зари. (сезони 1-2)
- Астрід Веттнол у ролі стюардеси Габріель Ренуар. (1 сезон)
- Емілі Кан — Теа Бессіт (2 сезон)
- Денніс Можен — капітан. Маркус Мюллер (2 сезон)

### Інші
- Борис Шиц в ролі польського солдата (епізодично, сезони 1–2).
- Джеймс МакЕлвар у ролі Фредді Д. Гріна, британського солдата (періодично в сезоні 1).
- Едвін Томас — Роджер Уотерс, британський солдат (перший сезон).
- Роббі Нок — Джон Морріс, британський солдат (перший сезон).
- Михайло Мутафов у ролі пана Волкова, пацієнта з деменцією під опікою Лори (повторюваний сезон 1).
- Лора Сепул в ролі Хлої (періодично сезон 1)
- Яссін Фадель в ролі Набіля (перший сезон)
- Kıvanç Tatlıtuğ як Арман /турецький дослідник (епізодично сезон 2)

## Виробництво

### Розвиток
3 вересня 2019 року було оголошено, що Netflix замовив виробництво серіалу на 6-серійний перший сезон. Серіал створено Джейсоном Джорджем, який також вважається виконавчим продюсером серіалу, а також DJ Talbot, Tomek Baginski та Jacek Dukaj. Планувалося, що виробничі компанії, які беруть участь у серіалі, складатимуться з Entre chien et loup. 1 липня 2020 року Netflix продовжив серіал на другий сезон прем'єра якого відбулася 8 вересня 2021 року

### Кастинг
30 вересня 2019 року було підтверджено, що Мехмет Куртулуш, Астрід Веттналл, Полін Етьєн, Бебетіда Саджо, Лоран Капеллуто, Альба Беллуджі, Набіль Маллат, Регіна Біккініна, Вінсент Лондес, Ян Бійвоет, Стефано Кассетті, Ксавері Фадел, Лассі Сєлєн, Яз і Ніколас Алешин беруть участь у серіалі.

## Реліз

### Прем'єра
24 квітня 2020 року Netflix випустив офіційний трейлер серіалу.

## Спін-оф
У жовтні 2020 року Netflix оголосив про свій майбутній план, який включатиме розвиток сюжету обмеженою серією з підводним човном, у головній ролі Ківанч Татлітуґ, режисер Толга Карачелік, за сценарієм Атасай Коч, Джансу Чобан, Берат Марчалі та Джейсон Джордж. Напередодні виходу серіалу Татлітуґ з'являвся у ролі Армана в другому сезоні серіалу «У темряву ночі», даючи зрозуміти, що серіал у розробці є спін-оффом «У темряву ночі», подія якого відбувається одночасно з першими двома сезонами і має назву «Yakamoz S-245».

## Рецензії

### Критична реакція
Вебсайт — агрегатор оглядів Rotten Tomatoes повідомив про рейтинг першого сезону 88 % із середнім рейтингом 8,7/10 на основі 18 оглядів.